# Escalivada

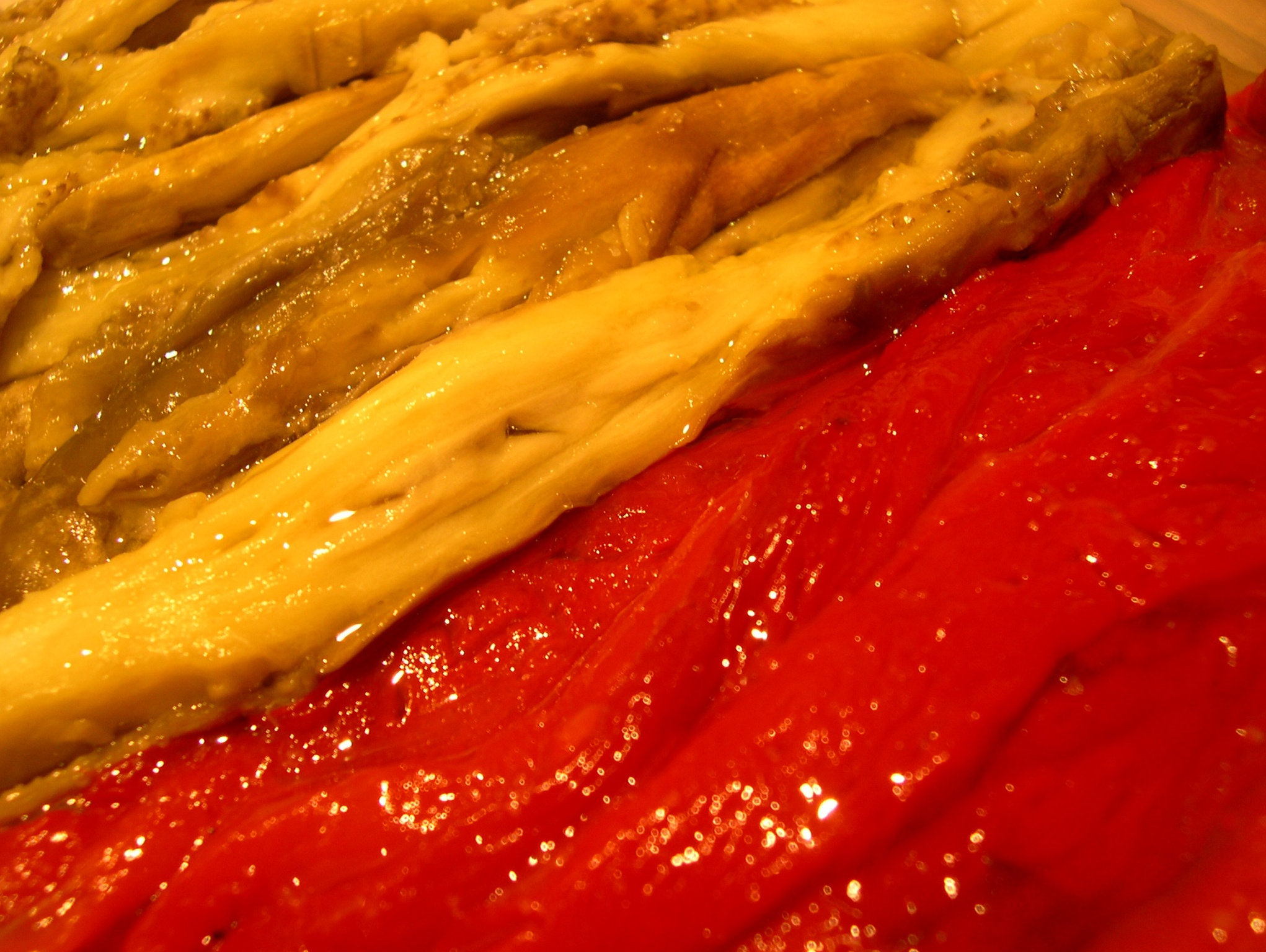
Escalivada

Escalivada (czasem escalibada) – katalońska sałatka, przygotowywana z warzyw upieczonych w popiele lub grillowanych. Nazwa potrawy pochodzi od katalońskiego słowa escalivar, oznaczającego gotowanie w popiele. 
Najczęściej jako składniki escalivada używane są bakłażany, cukinie, pomidory i papryka, ale występują też wersje zawierające inne warzywa, np. cebulę lub ziemniaki. Warzywa powinno się piec w popiele lub na grillu, tak aby przeniknęły smakiem dymu; współcześnie jednak dość często przygotowuje się je także w piekarniku. Upieczone warzywa podaje się pokrojone w długie wąskie paski, skropione oliwą z oliwek i posypane czosnkiem i solą.
Escalivada może być podawana jako przystawka lub jako dodatek do potraw mięsnych. 